# Microsoft Money
Microsoft Money — приложение для учёта и планирования персональных финансов, работающее под операционной системой Windows. Существует также версия для Windows Mobile. 
Последняя полнофункциональная версия, выпущенная в декабре 2007 года, называется Microsoft Money Plus и имеет четыре редакции: Essentials, Deluxe, Premium и Home & Business нацеленная на домашнее и корпоративное использование. 
10 июня 2009 года Microsoft объявила о прекращении продаж Microsoft Money с конца месяца и прекращении поддержки приложения с 31 января 2011.
17 июня 2010 года Microsoft выпустила загружаемую версию приложения под названием Microsoft Money Plus 'Sunset', которая не требует активации и не поддерживает работу с предоставлявшимися в предыдущих версиях онлайн- и премиум-сервисами.